# Saint-Sulpice-de-Ruffec
Saint-Sulpice-de-Ruffec è un comune francese di 36 abitanti situato nel dipartimento della Charente, nella regione della Nuova Aquitania.

## Società

### Evoluzione demografica
Abitanti censiti